# KFUM-borgen

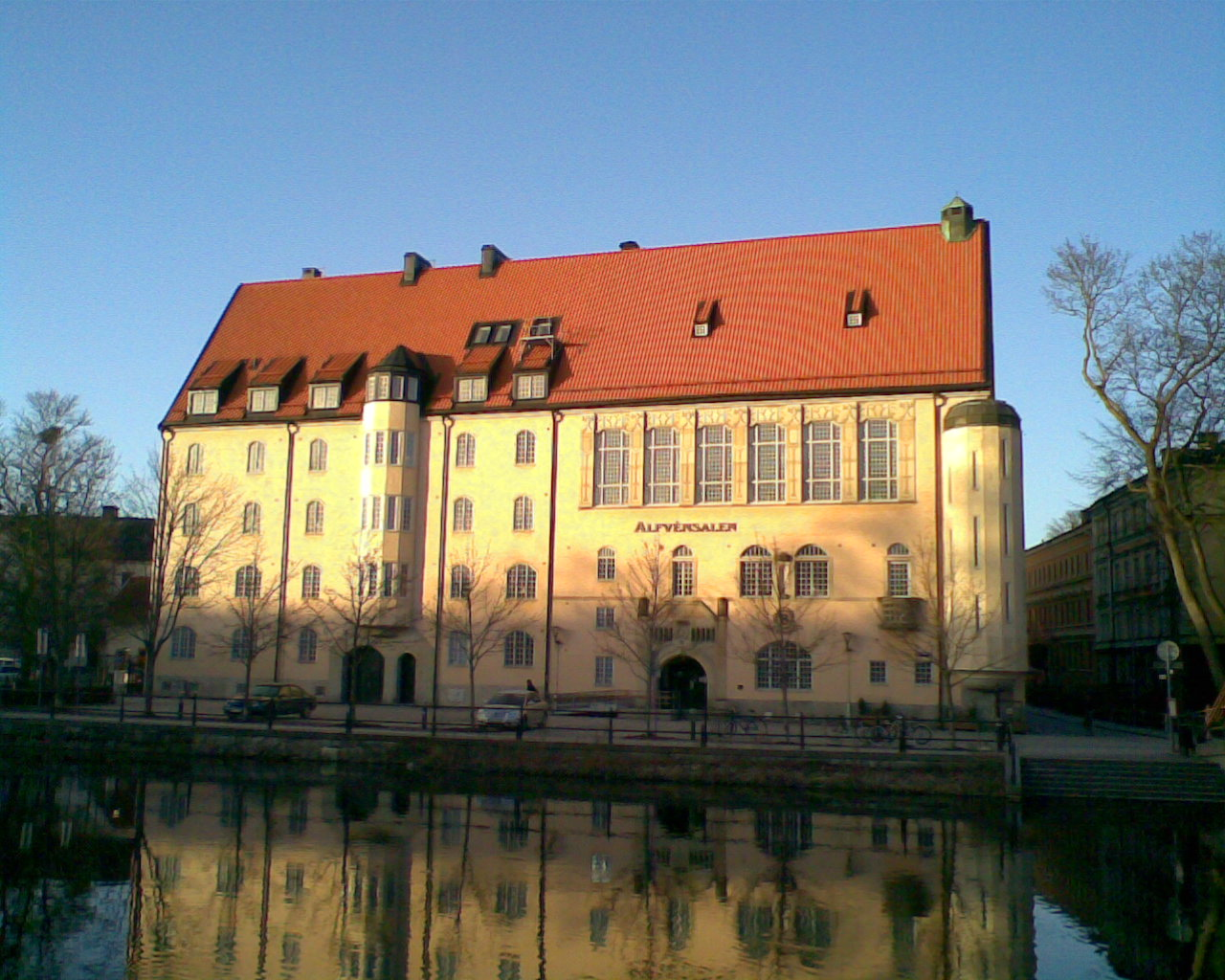
KFUM-borgen med Alfvénsalen till höger. (2014)

KFUM-borgen ("Borgen") är en byggnad från 1911 vid Fyrisån och Jernbron i stadsdelen Fjärdingen i centrala Uppsala. I byggnaden finns konsertlokalen Alfvénsalen, döpt efter kompositören Hugo Alfvén, mångårig director musices vid Uppsala universitet och dirigent för manskören Orphei Drängar.
KFUM-borgen är ett fyra våningars stenhus med tegeltak. 
En del av huset består av bostäder och även några kontorslokaler. I bottenvåningen ligger en restaurang. Den andra delen av huset hyrs ut till olika företag och kulturverksamhet, där finns bland annat en inspelningsstudio. Mest känt är huset för Alfvénsalen på andra våningen, Orphei Drängars konsertsal, med plats för omkring 250 personer.

## Historia
KFUM-borgen byggdes i nationalromantisk stil för scouterna i KFUM Uppsala, och är ritad av arkitekten Axel Lindegren. Huset byggdes i etapper åren 1908–1910, den södra delen uppfördes först med förenings- och utbildningslokaler, den norra delen något senare med samlingslokaler, gymnastiksal och  lägenheter. Byggnaden invigdes  den 1 oktober 1911. Det stora byggprojektet finansierades med stöd från mecenaten Oscar Ekman, med villkoret att KFUM där alltid skulle upplåta lokaler för Uppsala kristliga studentförbund.

## Alfvénsalen
Fastighetsägaren renoverade tillsammans med kören Orphei Drängar delar av huset till konsert- och kongresslokaler, och  KFUM:s gamla gymnastiksal (där ännu tidigare Uppsalas första biograf huserade från 1914) omskapades då till den nya Alfvénsalen som invigdes den 2 september 1995. 
Orphei Drängar har sedan dess sin hemvist i huset, och området framför huvudingången döptes i samband med körens 150-årsjubileum 2003 till Orphei Drängars plats.

## Bilder

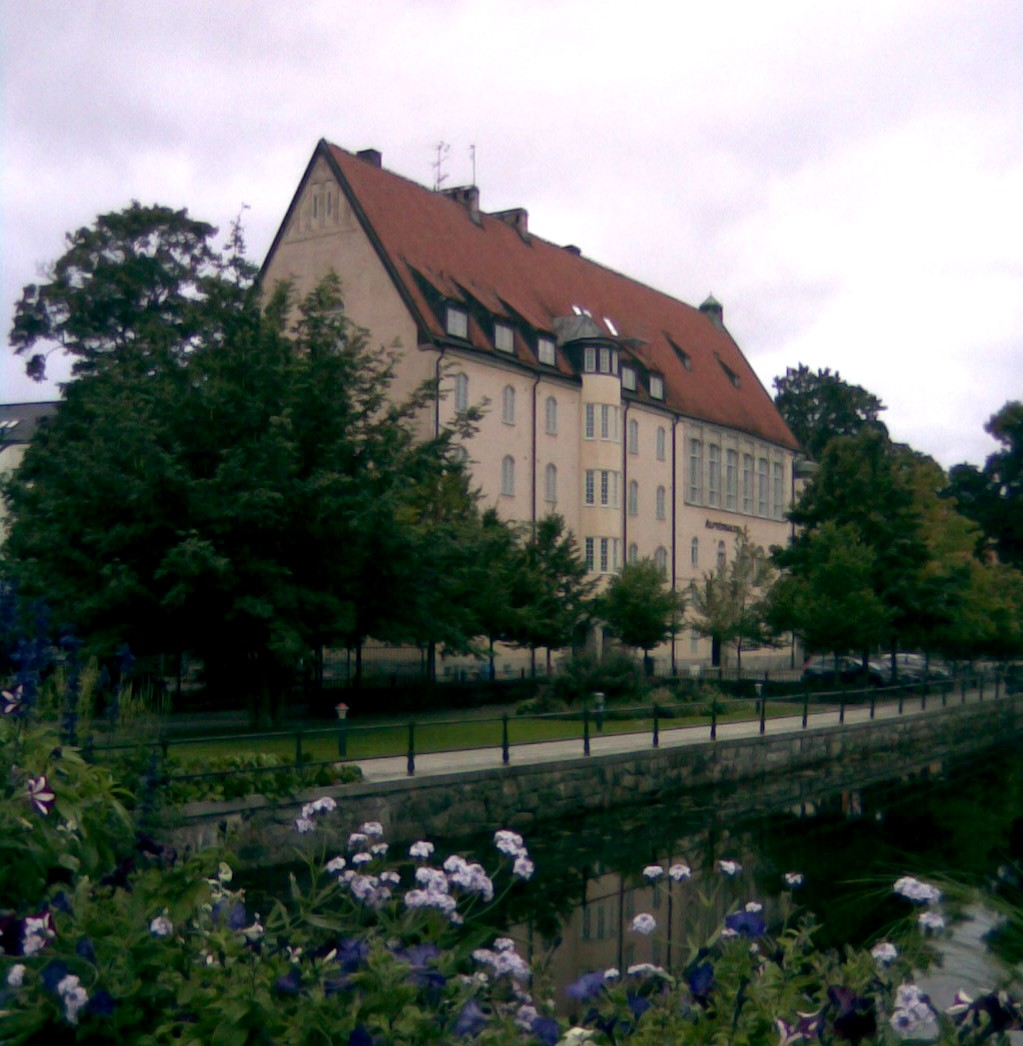
från S:t Olofsbron
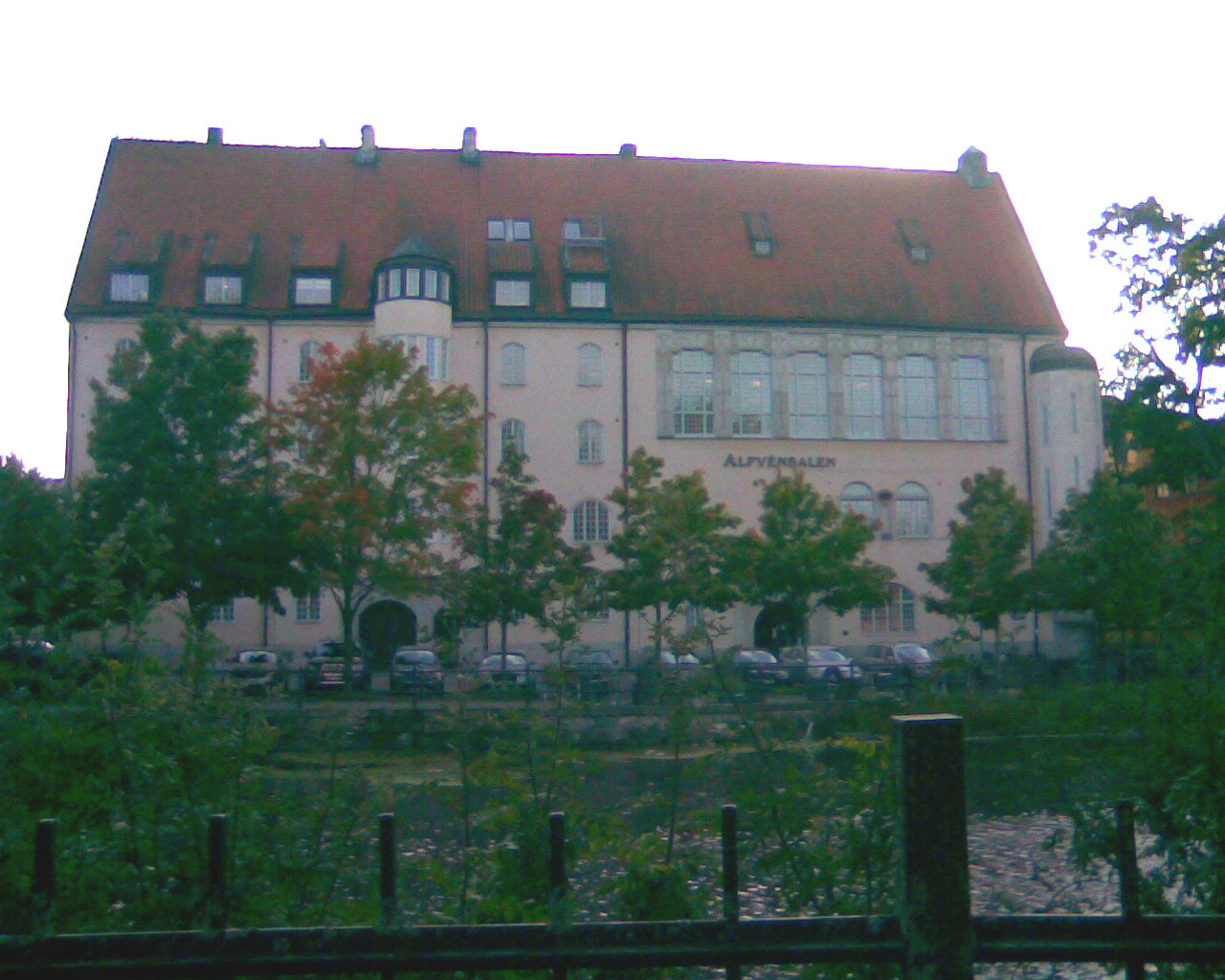
från Fjellstedtska skolan
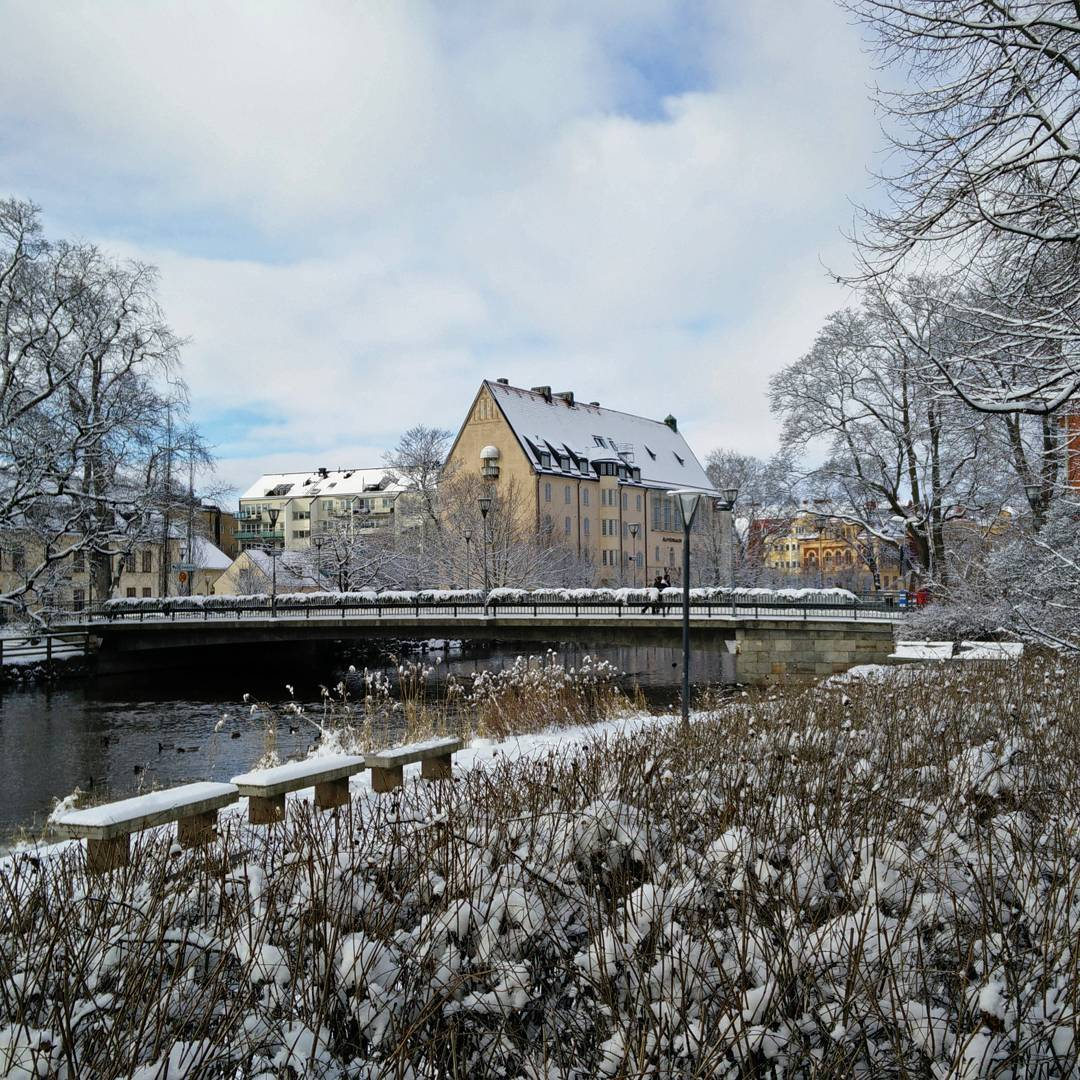
mot S:t Olofsbron
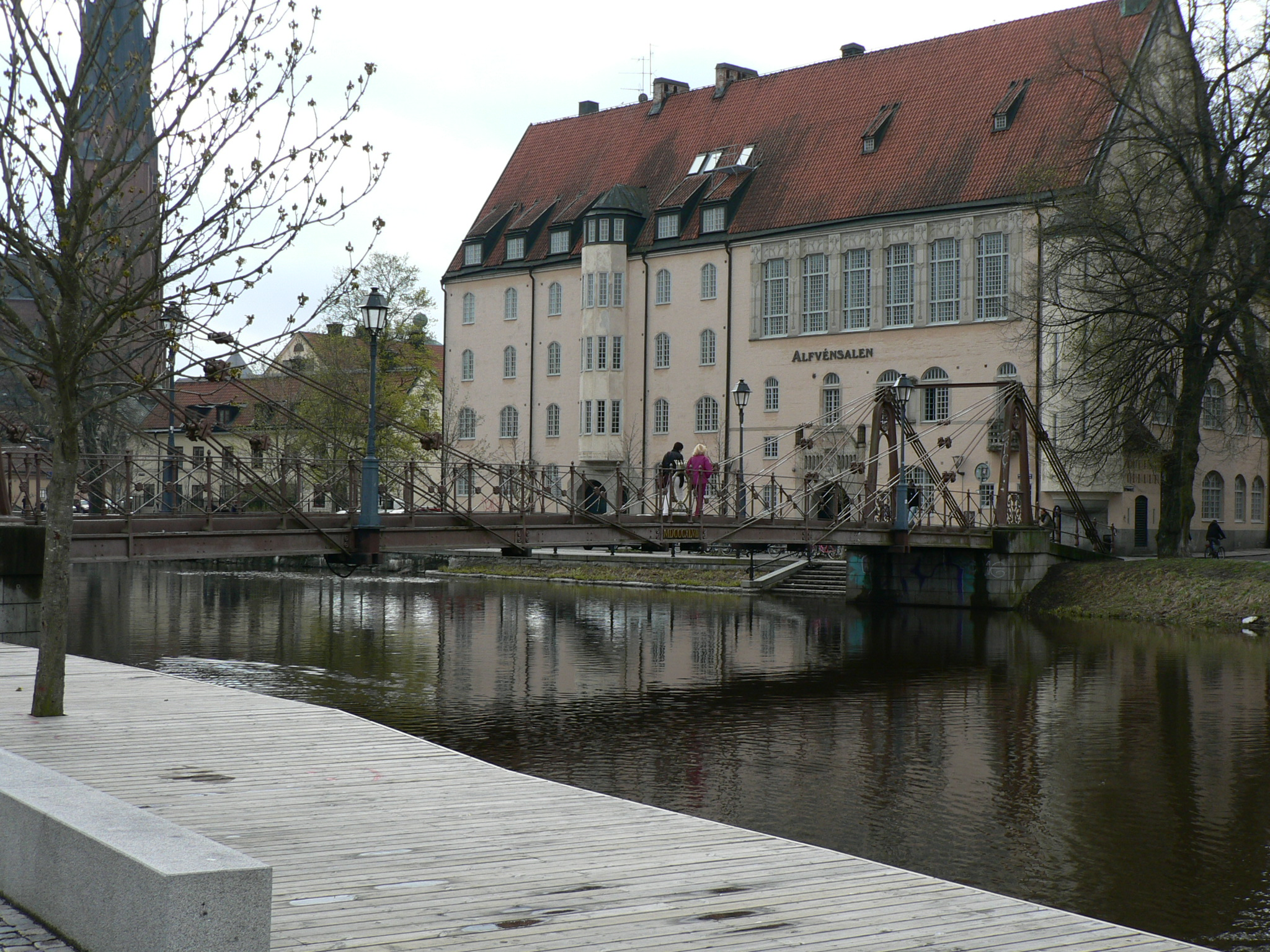
mot Järnbron

## Övrigt
Parken mellan KFUM-borgen och Fyrisån fick 2006 ett nytt namn, Artediparken, efter den svenska iktyologins fader Petrus Artedi.
Skulpturen "ODjuret" av konstnären Katarina Sundkvist Zohari invigdes i Artediparken år 2008.
I KFUM-borgens bottenvåning mot norr öppnade år 2012 ett kafé med festvåning och konferenslokaler.